# Narda, Vas
Narda  este un sat în districtul Szombathely, județul Vas, Ungaria, având o populație de 481 de locuitori (2011). 

## Demografie
Componența etnică a satului Narda
     Maghiari (58,02%)
     Croați (40,59%)
     Germani (1,39%)
Componența confesională a satului Narda
     Romano-catolici (81,91%)
     Reformați (1,66%)
     Fără religie (1,66%)
     Necunoscută (14,76%)
     Alte religii (0,83%)
Conform recensământului din 2011, satul Narda avea 481 de locuitori. Din punct de vedere etnic, majoritatea locuitorilor (58,02%) erau maghiari, existând și minorități de croați (40,59%) și germani (1,39%).  Din punct de vedere confesional, majoritatea locuitorilor (81,91%) erau romano-catolici, existând și minorități de reformați (1,66%) și persoane fără religie (1,66%). Pentru 14,76% din locuitori nu este cunoscută apartenența confesională.